# Shahin Sarkissian
Shahin Sarkissian, arménien d'Iran, est un pédagogue, critique de théâtre, metteur en scène et dramaturge, pionnier du théâtre contemporain persan.

## Biographie
Né à Varna, en Bulgarie d'un père arménien d'Iran et d'une mère arménienne de Bulgarie, il fit des études en France et y travailla.
Après la Seconde Guerre mondiale, avec Ali Nassirian dans le groupe d'Art national (Gohure Honare Melli) qu'il avait mis en place à partir d'ateliers qu'il avait animé à son domicile, il monta des pièces du répertoire contemporain mondial (Akbar Radi (en), Sadegh Hedayat, Arthur Schnitzler), participant à la création du théâtre persan moderne. Ce fut de ce groupe que fut issue la première troupe iranienne à présenter une production iranienne à Paris (en 1960 au Théâtre des Nations avec une pièce d'Ali Nassirian, Le Rossignol errant).
Il dirigea aussi la troupe du Théâtre arménien de 1960 à 1966 (suivi pendant 3 ans par Arby Ovanessian, qui fut intégré au Club Ararat). Cette troupe, qui bénéficiait alors de mécènes, présenta des classiques arméniens et mondiaux d'auteurs comme Dérenik Demirdjian, Levon Shant ou Anton Tchekhov.
Dans son approche théâtrale, il était un adepte du réalisme et de Stanislavski, le metteur en scène étant selon lui le médiateur vers l'auteur, les acteurs devant être conscients du sens caché de la pièce.
De 1954 à 1966, il proposa une formation nommée Initiation au théâtre.
Il fut aussi un critique de théâtre et écrivit dans une publication francophone, le Journal de Téhéran. Sa connaissance du français, du russe et de l'arménien en fit aussi un traducteur.

## Galerie

Galerie
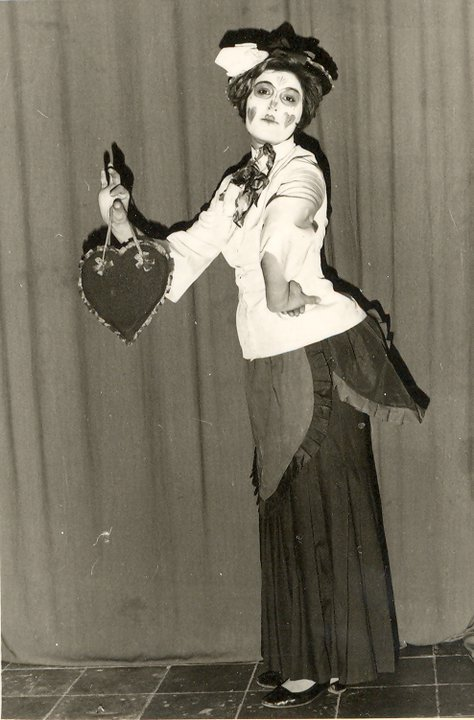
Lorik Minassian au club Ararat